# Futuribles
 (octobre 2024).
Futuribles International est un centre de réflexion sur l'avenir fondé en 1960 par Bertrand de Jouvenel. À partir de 1975, il édite la revue Futuribles, bimestrielle francophone sur le thème de la prospective. 
Le terme "futuribles" est un néologisme créé par Bertrand de Jouvenel, mot-valise formé de la rencontre de futurs et de possibles. Il semblerait que le terme ait déjà été utilisé par un jésuite du XVIe siècle, Luis Molina. Le mot ne s'emploie généralement pas au singulier.

## Histoire

### Création
Futuribles a été créé en 1960 par Bertrand de Jouvenel, d’abord sous la forme d’un « comité international » formé d’une douzaine d’intellectuels de différents pays (États-Unis, France, Royaume-Uni, Japon, Inde…) et de diverses disciplines (sciences politiques, économie, sociologie, sciences et techniques…) dont le financement était assuré au démarrage par la Fondation Ford [source insuffisante] . 
L’objectif de ces intellectuels était de pallier le manque de réflexions rigoureuses sur le futur, à la fois au sein et en dehors des gouvernements.

### Les années 1960-1970
De 1960 à 1965, le « comité international Futuribles » publie une cinquantaine d’essais de prospective et organise des grandes conférences internationales (Genève, Paris, New Haven, etc.).
En 1967, l’association Futuribles International est créée sous la présidence initiale de Bertrand de Jouvenel. L'association bénéficie de subventions des pouvoirs publics français et rassemble des centres se réclamant de la prospective. L’association joue alors deux fonctions principales : d’une part, elle gère un important centre de documentation et une bibliothèque des travaux sur le futur ; d’autre part, elle joue un rôle de centre international de rencontres pour tous ceux, intellectuels et décideurs, qui s’intéressent à l’avenir à long terme.
À la suite d’importantes difficultés financières, Futuribles International connaît une restructuration drastique de ses activités. Hugues de Jouvenel (fils de Bertrand de Jouvenel) est élu délégué général en 1973 pour conduire la refonte de l’association. Il s’assure que celle-ci puisse disposer d’une autonomie accrue vis-à-vis des pouvoirs publics et lance notamment des activités d’études prospectives financées par conventions ou contrats. Il crée par ailleurs la revue Futuribles en 1974.

### Les années 1980-1990
L'association développe ses activités : elle créé une base de données sur les centres de prospective et une base de données bibliographiques, elle organise plusieurs colloques européens de prospective, elle produit un grand nombre d’études prospectives sur contrat. 
En 1987, une société de presse (SARL Futuribles,) est créée et prend en charge l’édition de la revue Futuribles.

### Futuribles aujourd’hui
Présidée par Yannick Blanc depuis 2019, l'association Futuribles International développe fortement ses activités de veille et d’analyse prospective au profit de ses membres (entreprises, administrations, collectivités territoriales…), ses activités de formation aux concepts et méthodes de prospective, ses activités d’ingénierie et de conseil au profit de démarches de prospective appliquée aussi bien dans les territoires que dans les organisations, ses activités de presse, à la fois imprimée et numérique.

## Revue
Depuis 1975, le centre édite Futuribles, revue bimestrielle francophone de prospective. D'abord fascicule thématique dès les années 1960, la publication évolue au fil du temps. Le premier numéro de la revue est daté officiellement de juin 1975.
La revue a pour objectif de fournir à ses lecteurs une analyse approfondie mais aisément accessible des grands enjeux du monde contemporain,et des évolutions possibles. Elle est référencée sur le portail Cairn.info depuis 2017.
Futuribles fête ses 45 ans en 2020.